# Dog Man Star
Dog Man Star este cel de-al doilea album al trupei britanice de rock alternativ Suede, lansat pe data de 10 octombrie 1994 la casa de discuri Nude Records. Albumul a fost înregistrat în Londra, la studiourile Master Rock, în primele luni ale anului 1994, și a fost produs de Ed Buller. A fost ultimul album Suede la care a contribuit chitaristul Bernard Butler; tensiunile crescânde dintre el și solistul Brett Anderson au dus la plecarea lui Butler din formație înainte de terminarea înregistrărilor.
În contrast cu albumul de debut Suede, influențat de David Bowie și The Smiths, Dog Man Star prezintă o estetică mai variată și se inspiră dintr-o paletă de influențe mai largă. Deși nu s-a vândut la fel de bine ca predecesorul său, a ajuns pe locul trei în UK Albums Chart și a fost premiat cu Discul de Aur de British Phonographic Industry în noiembrie 1994. Descris de revista Rolling Stone drept „unul din cele mai pretențioase albume scoase vreodată de o casă de discuri majoră,” discul a fost lansat într-un climat muzical diferit față de discografia de până atunci. Nesincronizat cu scena muzicală mainstream, a reprezentat o distanțare a formației față de curentul britpop.
Deși Dog Man Star a fost considerat de mulți critici drept o capodoperă, tendințele în favoarea așa-numitului lad pop au diminuat succesul albumului în topuri și vânzări. S-a trecut relativ rapid peste el, iar criticii americani au fost polarizați, unii dintre ei etichetând albumul drept pretențios. De-a lungul timpului, albumul a obținut o mai mare apreciere din partea criticilor. În cei zece ani scurși între separarea Suede din 2003 și lansarea albumului Bloodsports, Dog Man Star și-a consolidat reputația de disc de rock clasic. În octombrie 2013, revista NME a plasat albumul pe locul 31 în lista celor mai bune 500 de albume ale tuturor timpurilor.

## Contextul
La începutul anului 1994, când Suede se pregătea să lanseze extrasul pe single „Stay Together”, moralul în interiorul formației era foarte scăzut. Tatăl lui Butler murise chiar când trupa se pregătea de cel de-al doilea turneu american. Prima săptămână a turneului a fost anulată, și Suede a zburat înapoi la Londra de la New York. Când turneul a început în cele din urmă, Butler (care se și logodise recent) s-a distanțat de formație și mai mult ca înainte. Conform lui Butler: „erau foarte iritați de faptul că erau în turneu cu cineva care n-avea chef de petreceri”. Chitaristul călătorea separat de restul membrilor, fie singur, cu taxiul, fie în autobuzul formației de deschidere The Cranberries. Apoi, în Atlanta, Suede a trebuit să deschidă pentru The Cranberries, mai populară în acel moment datorită piesei proaspăt lansate, „Linger”. Formația a agreat să le permită celor de la The Cranberries să cânte ultimii în trei locuri diferite, luând în calcul faptul că începuseră să fie difuzați des; Anderson a precizat ulterior că „toată treaba cu rivalitatea a fost exagerată”. În momentul sosirii în New York, Suede se săturase de situație, și ultimele concerte au fost anulate. Conform toboșarului Simon Gilbert, Butler devenise intolerabil și nu se mai putea lucra cu el, iar trupa nu mai putea funcționa corespunzător. Anderson s-a mutat în Highgate, în nordul Londrei, pentru a începe lucrul la noul album, și a început să scrie versuri în apartamentul său izolat, o perioadă descrisă în detaliu în biografia trupei, Love and Poison.
Albumul a fost ulterior descris de Nick Duerden de la The Independent drept „cel mai pompos și extravagant disc britanic al decadei”. Anderson a precizat că sunetul extravagant al albumului se datora în mare măsură uzului de droguri psihedelice: „Luam o tonă de LSD la vremea respectivă, și cred că asta ne-a dat suficientă încredere să depășim limitele.” A adăugat de asemenea că mediul suprarealist în care locuia la acea vreme îi făcea bine; era vecin cu o sectă care cânta adesea imnuri în timp ce el consuma droguri. După succesul albumului de debut, membrii Suede au fost lăudați drept inventatorii britpopului, un lucru de care au fost mândri o vreme. Însă britpopul a început rapid să fie dominat de alte formații, printre care Blur, Oasis și Pulp. Acest fapt l-a dezgustat pe Anderson, care a descris britpopul drept „un film muzical Carry On.” Temându-se de drumul rapid și inevitabil spre celebritate, Anderson s-a distanțat deliberat de scena britpop, ceea ce a fost unul din motivele care a determinat mutarea lui la Highgate. „N-am fi putut fi mai puțin interesați de toată chestia aia alcoolică, caricaturală, fals muncitorească,” a comentat solistul în 2008. „Imediat ce ne-am dat seama despre ce era vorba, ne-am distanțat și am scris Dog Man Star. Nu poți găsi un disc mai puțin britpop decât acesta. E torturat, epic, extrem de sexual și personal. Niciunul dintre aceste lucruri nu se aplică britpopului.”

## Înregistrarea și producția
Albumul a fost înregistrat între 22 martie și 26 iulie la studiourile Master Rock, în Kilburn, Londra. Repetițiile au fost extrem de tensionate și sfârșeau inevitabil prin a împărți trupa în două tabere. Butler avea propriile idei, și se contrazicea frecvent cu restul formației și cu producătorul Ed Buller, despre care își făcuse griji în timpul înregistrării primului album. Conform lui Buller, Butler și restul formației nu au fost în același timp în studio mai mult de câteva ore. Butler a părut să își antagonizeze și mai mult colegii când a apărut pe coperta revistei Vox, care a titrat „Brett mă înnebunește.” Într-unul din rarele sale interviuri, deoarece dădea interviuri doar cu pretextul de a vorbi de chitare, el a declarat despre Anderson: „Nu este deloc un muzician adevărat. E foarte dificil pentru el să se desprindă de orice depășește simplele principii de bază.” Anderson și-a amintit că a citit articolul în aceeași dimineață în care trebuia să înregistreze vocea pentru piesa „The Asphalt World”, și tristețea pe care a simțit-o: „Mi-aduc aminte că am încercat să canalizez în voce toată furia și răceala pe care le simțeam.” Butler i-a cerut ulterior scuze lui Anderson. Diferențele muzicale legate de „The Asphalt World” au dat însă naștere unei noi dispute. Versiunea de pe album durează doar 9 minute și 25 de secunde, însă conform basistului Mat Osman, creația inițială a lui Butler avea 25 de minute, și conținea un solo de chitară de opt minute.
Osman a fost de părere că compozițiile lui Butler erau prea temerare și experimentale: „Multe idei muzicale erau exagerate. Erau efectiv nepoliticoase față de ascultător: se așteptau de la prea mult de la el.” Versiunea originală extinsă a avut 18 minute și a trebuit să fie redusă la jumătate (deși această versiune a fost, conform lui Anderson, compusă în pre-producție, și a fost înregistrată doar cu chitară și tobe, cu scopul de a fi editată; de aceea versiunea originală are doar puțin peste 11 minute). Butler scrisese o mulțime de melodii scurte, și era fascinat de aranjamentele complexe. Era interesat de muzica rock progresiv, apărând chiar într-o emisiune BBC despre Pink Floyd. Versiunea extinsă a piesei „The Asphalt World” și finalul experimental scris pentru „The Wild Ones” s-au născut din această afinitate. Ambele aveau să apară ulterior pe ediția extinsă din 2011 a albumului. Disputele legate de „The Asphalt World” s-au extins curând asupra restului albumului, pe măsură ce Butler devenea din ce mai nesatisfăcut de abilitățile de producător ale lui Ed Buller. Într-un interviu din 2005, chitaristul și-a menținut părerea pe această temă, afirmând că Buller „a făcut o treabă groaznică”.  Butler dorea concedierea lui Buller, pentru a se putea ocupa chiar el de partea de producție.
Ulterior, s-a dezvăluit că Butler îl recomandase pe producătorul Chris Thomas pentru album. Thomas avea mai multă experiență, și lucrase în trecut cu formații de punk precum The Pretenders și Sex Pistols. Casa de discuri Suede, Nude Records, a respins ideea, citând motive financiare. Saul Galpern, deținătorul Nude Records, a susținut că nu se mai putea discuta cu Butler, și că acesta îi amenințase și pe el, și pe Buller. Buller susține că a primit telefoane pe al căror fundal se auzea ceva asemănător sunetului de cuțite. Butler a dat un ultimatum formației și managementului: ori Buller avea să fie concediat, ori avea să părăsească Suede. Ceilalți membri ai formației au refuzat să se conformeze cererilor lui Butler, și au decis să îl lase să plece înainte de finalizarea albumului. Butler a insistat că a fost dat afară din trupă, citând faptul că a apărut la studio într-o zi doar pentru a descoperi că nu i se permitea accesul. Întorcându-se a doua zi pentru a-și lua înapoi chitara, a fost anunțat prin interfon că chitara avea să-i fie lăsată în stradă. Managerul Suede Charlie Charlton a făcut o ultimă încercare de a aduce părțile la consens; însă o convorbire telefonică tensionată între Butler și Anderson s-a sfârșit abrupt când Butler i-a spus solistului: „ești un ticălos nenorocit” ("you're a fucking cunt").
Butler a părăsit formația pe 8 iulie, lăsând Dog Man Star neterminat. Anderson nu înregistrase prea mult, câteva cântece nici măcar nu aveau titlu, și majoritatea pieselor erau încă în stadiu de lucru. Un cântec notabil, „The Power”, nu a fost înregistrat cu Butler; un alt chitarist a fost invitat să cânte demo-ul compus de Butler notă cu notă. Anderson s-a oferit să cânte la chitară acustică. Buller și membrii rămași au reușit până la urmă să finalizeze discul. Butler a terminat câteva din părțile lui de chitară, însă a refuzat să o facă la Master Rock, folosind un alt studio unde putea lucra singur. Acolo și-a îndeplinit o obligație contractuală pentru „Black or Blue”. Anderson a descoperit o versiune cu voce secundară a cântecului, precizând: „Nu-mi amintesc exact cuvintele, dar suna amenințător la modul vag.” Unele dintre contribuțiile de după plecarea lui Butler au fost un sfârșit rescris la piesa „The Wild Ones”, înlocuind finalul inițial extins, de patru minute; o bucată orchestrală pe „Still Life” și părțile de chitară de pe „The Power”, criticate de Butler.
Butler a devenit unul din cei mai severi critici ai albumului, nu doar din cauza părții de producție, dar și din cauza compoziției în sine.  Principalele sale argumente în acest sens sunt lipsa de angajament în studio, și lipsa de dorință a formației de a îmbrățișa ideile lui elaborate: „Am auzit de prea multe ori: 'Nu, nu poți face asta'. Eram absolut sătul să o aud. Cred că-i un album bun, dar ar fi putut fi mult mai bun.” Pe de altă parte, Buller a spus că procesul de înregistrare a beneficiat de câteva „accidente fericite”. Butler și-a înregistrat părțile separat de restul formației într-un salon. În salon era un televizor, iar Butler poate fi auzit reglându-l la începutul melodiei „The Asphalt World”. La sfârșitul cântecului, Butler poate fi auzit schimbând canalele, și prinzând o parte dintr-un dialog al lui Lauren Bacall din filmul Woman's World. Buller a discutat de asemenea despre înregistrarea impromptu a lui Butler cântând primele note din „The Wild Ones” afară, pe capota mașinii sale. Osman și Buller au păreri similare în privința rezultatului final al înregistrărilor. Buller a descris „Still Life” drept „exagerat” și a spus despre „New Generation” că era înregistrat în nota greșită, și că tobele și mixajul erau „îngrozitoare”. Osman a specificat că regreta adăugarea bucății orchestrale de pe „Still Life”, dar că înțelegea farmecul ei, și a criticat producția „New Generation”, susținând că piesa „suferă din cauza neclarității mixajului”.

## Influențe și teme
„Concuram cu marile discuri ale trecutului; asta e ceea ce am avut de dovedit cu el. Încercam să compun fără niciun fel de limite. Locuiam într-o casă bizară în nordul Londrei, luând o grămadă de droguri halucinogene, scriind în fluxul conștiinței despre orice voiam, și provocându-mă ca artist. Dog Man Star e un adevărat omagiu pentru ce poți crea când încerci să mergi cât de departe poți.” 
Scriind pentru The New York Times, Neil Strauss preciza: „Dog Man Star e o privire aruncată erei în care glam-rock-ul a întâlnit art rock-ul, cu piese cu aranjamente meticuloase, cântate cu o extravaganță ce amintește de David Bowie și acompaniate cu orice, de la o orchestră de 40 de instrumente până la un sintetizator Moog vechi.” Influența lui Bowie era omniprezentă, însă spre deosebire de albumul de debut, Suede se focusase pe un sunet mai sobru și melodramatic. Unii critici au comparat albumul cu Diamond Dogs, cu mulți dintre ei descriind „The Power” drept cel mai evident omagiu adus lui Bowie. David Byrne de la Irish Independent a luat notă de asemănările dintre finalul cântecului și piesa lui Bowie, „Starman”. Anderson a spus că o mare parte a sexualității albumului a fost inspirată de Prince. O altă sursă de inspirație a fost Scott Walker. În cartea sa, The Last Party, John Harris a fost de părere că influența lui Walker era predominantă pe album, în special pe piesele „Still Life” și „Black or Blue”. Alte influențe au fost albumele Hounds of Love al lui Kate Bush și Berlin al lui Lou Reed, pe care Anderson le-a descris drept „albume cu o călătorie muzicală și povești pline de tristețe și întuneric.” Butler a folosit drept surse de inspirație albumele The Queen is Dead de The Smiths, Closer de Joy Division, Torment and Toreros de Marc and the Mambas și piesa „You've Lost That Lovin' Feeling” aparținând The Righteous Brothers.
Privind retrospectiv, există o percepție că albumul e mai mult decât o colecție de cântece, că spune o poveste, într-o structură cu început, conținut și final. Un critic a fost de părere că „Există o introducere ca la carte, un final orchestral cutremurător, și se poate argumenta în favoarea unei narative coerente legate de iubire, sex, droguri și pierdere.” Anderson era puternic influențat de cinematografie, și a admis că în timpul auto-exilului impus din Highgate, s-a uitat la filmul Performance în fiecare noapte. Criticii au observat influențele cinematice de pe album,  Simon Price scriind că Anderson folosise orașul „precum un decor cinematografic pentru eroismul tragic al propriei vieți.” Privind subiectul temelor lirice familiare ale Suede, Radio Times a scris: „El [Anderson] le-ar înlocui cu ceva mai profund și atemporal, bazându-se pe vechiul Hollywood și pe poveștile de dragoste tragice, cotidiene.” Criticii au specificat că albumul avea o aură de claustrofobie. Revista Spin a descris metaforic albumul drept „munca unui om care deschide cu precauție ușa dormitorului, și e profund afectat să descopere că și alți oameni au vieți.” Alte teme explorate de album sunt singurătatea, paranoia și dezgustul de sine. O notă mai întunecată e dată de explorarea tragediilor, relațiilor eșuate și iubirilor condamnate, însă, în acest context sobru, Anderson a strecurat și note optimiste legate de ambiție și mobilitate socială, reflectate în „The Power”. După cum preciza David Sinclair de la Q's, o temă persistentă este „dorința copleșitoare de a scăpa de monotonie.”

## Lista melodiilor
1. „Introducing the Band” – 2:38
2. „We Are the Pigs” – 4:19
3. „Heroine” – 3:22
4. „The Wild Ones”  – 4:50
5. „Daddy's Speeding” – 5:22
6. „The Power” – 4:31
7. „New Generation” – 4:37
8. „This Hollywood Life” – 3:50
9. „The 2 Of Us” – 5:45
10. „Black or Blue” – 3:48
11. „The Asphalt World” – 9:25
12. „Still Life” – 5:23

- „Modern Boys” – 4:49 (melodie inclusă pe versiunea americană a albumului)

## Recenzii
La vremea lansării, albumul a primit multe recenzii favorabile. Spre exemplu, revista Q i-a consacrat o recenzie de două pagini și i-a acordat cinci stele din cinci. Ziarul The Guardian a ales doar acest album și alte trei din anii '90 atunci când a alcătuit topul 100 al celor mai bune albume din toate timpurile.

## Poziții în topuri
- 3 (UK Albums Chart)
- 5 (Suedia)
- 35 (SUA)
- 39 (Japonia)